# 中西亮輔
中西 亮輔（なかにし りょうすけ）は、日本の作曲家、編曲家、音楽プロデューサー、キーボーディスト、マニピュレーター。東京都出身。株式会社アルタス代表取締役。株式会社アップドリーム常務取締役。日本音楽著作権協会正会員。日本作編曲家協会会員。

## 作品

### J-POP
1998年
- B.B.WAVES「ETERNITY」 ： 編曲

1999年
- B.B.WAVES「TODAY & FOREVER」 ： 編曲
- m-flo「L.O.T. (Love Or Truth)」 ： キーボード
- kirari「Mind Kids」 ： キーボード
- PaniCrew「Project P」 ： 編曲

2000年
- 平井堅「Taboo (a tip of m-flo remix)」 ： 共同リミックス
- m-flo「Hands」「How You Like Me Now?」 ： 共編曲
- K.「Under the same sky」 ：共編曲

2001年
- SMAP「HA（ミュージカルバージョン）」 ： 編曲
- 宇多田ヒカル「FINAL DISTANCE」 ：共同リミックス
- m-flo「come again」「prism」 ： 共編曲
- B.B.WAVES「POWER TO THE PEOPLE」 ： 編曲
- K.「最後のサイダー」 ：共編曲
- TWO-MIX「IN YOUR EYES」：リミックス

2002年
- Crystal Kay「hard to say」 ：共編曲
- Heartsdales「That's Why」「Rainy Days」：作・編曲
- 日之内絵美「Magic」「World」 : 共編曲
- HEADS「ハ・ジ・ケ・ロ」「Hallelujah Forever〜卒業記念」 : 共編曲

2003年
- w-inds.「whose is that girl?」 ：作・編曲「Ex-Girlfriend」「INFINTY」「NEVER MIND」 ：編曲
- SUITE CHIC（安室奈美恵）「WHAT IF」 ：作・編曲
- 小野麻亜奈「アカイメッセージ」 ：作・編曲
- Crystal Kay「Boyfriend -partⅡ」 ：共編曲
- Heartsdales「Ooh Wah!」：作・編曲
- 安倍麻美「follow me! follow you?」「会いたい」「Rolling Stone」「Wish for Loving」 : 編曲

2004年
- 稲垣吾郎（SMAP）「平和の歌」 : 編曲
- NEWS「LET'S GO TO PLANETS」「紅く燃ゆる太陽」 : 編曲
- w-inds.「move your body」 ：作・編曲
- KOKIA「ｉしてる」「a girl」「キラリ」 : 編曲
- 安倍麻美「卒業」「Ring」「愛の水下さい」「冗談じゃない恋の歌」 : 編曲
- 玉置成実「Distance」「Be Positive＜光の中で輝いて＞」 : 編曲

2005年
- SMAP「夏楽園〜clap your hands〜」 ： 編曲
- NEWS「Party Time」「NANDE×2 DAME」 : 編曲
- 坂本真綾「Hello」「若葉」「ユニゾン」 : 編曲
- KOKIA「time to say goodbye」 : 編曲
- 玉置成実「Fortune」「DreamerS」 : 編曲

2006年
- SMAP「Simple」 ： 編曲
- テゴマス（NEWS）「はじめての朝」 : 編曲
- 広瀬香美「甘いお話 part3」 : 編曲
- MAX「Prism of Eyes」 : 編曲
- Flame「Firebird」 : 編曲
- Ryohei「You said...」 : 作・編曲

2007年
- NEWS 「Why」 : 編曲
- 柴咲コウ 「サカナカナ」 : 編曲
- FTISLAND 「出迎え」「ファーストキス」 : 作・編曲
- SE7EN 「FLY」 : 編曲
- 下川みくに 「そばかす」「二人のカメラ」 : 編曲
- CooRie 「恋想モジュレーター」 : 編曲
- 茅原実里 「truth gift」 : 編曲

2008年
- SMAP「Style」 : 編曲
- NEWS「Forever」「永遠色の恋」 : 編曲
- KOKIA「Ave Maria」 : 編曲
- CooRie 「旋律のフレア」「シンプルになれ」 : 編曲
- 瀬名 「暁の祈り」「Rain」「Cross Road」 : 編曲
- 茅原実里 「Sandglass〜記憶の粒子」 : 編曲

2009年
- 小池徹平（WaT）「AIR STYLE」 : 編曲
- CHIHIRO「Last Kiss」 : 編曲
- KOKIA「bridge」「last love song」 : 編曲
- 藤澤ノリマサ「真愛」「さよならがくれたもの」 : 編曲
- 入野自由「エール」「雨音」 : 編曲

2010年
- AKB48「予約したクリスマス」「涙のシーソーゲーム」 : 編曲
- SMAP「君のままで…」 : 編曲
- テゴマス（NEWS）「ぼくらの空」「Chu Chu Chu！」 : 編曲
- NEWS「Winter Moon」「愛はシンプルなカレーライス」 : 編曲
- 日之内エミ「You were my everything」 : 作・編曲
- 水樹奈々「undercover」：ストリングスアレンジ
- μ's「Snow halation」：編曲

2011年
- 芦田愛菜「みんなのハッピーバースデイ」 : 編曲
- NMB48「捕食者たちよ」 : 編曲
- SDN48「アバズレ」 : 編曲
- 山下智久「Theme of "SUPERBAD"」「Yours Baby」 : 作・編曲
- 山下智久「MOLA(R-midwest Remix)」 : リミックス

2012年
- SMAP「おはよう」 : 編曲
- 加藤シゲアキ（NEWS）「ヴァンパイアはかく語りき」 : 作・編曲
- SDN48「春色の翼」「土砂降りロンリーナイト」 : 編曲
- m-flo「SQUARE ONE」インタールード : 編曲
- 倖田來未「Twinkle [R-midwest Remix]」 : リミックス
- 麻枝准×やなぎなぎ「この惑星(ホシ)のBirthday Song」 : 編曲
- Lia,川田まみ,島みやえい子,KOTOKO,詩月カオリ,茶太,Rita,LiSA「Orpheus 〜君と奏でる明日へのうた〜」 : 編曲
- LISA with 押尾コータロー「瞳をとじて」：編曲

2013年
- Kis-My-Ft2「LUCKY SEVEN!!」 : 編曲
- NEWS「Greedier」「Dreamcatcher」 : 編曲
- 三森すずこ「約束してよ?一緒だよ!」 : 編曲
- 茅原実里「逢いに行きたい」「The immortal kingdom」 : 編曲
- m-flo「NEVEN」インタールード : 編曲

2014年
- SMAP「無我夢中なLIFE」 : 編曲
- NEWS「ONE -for the win-」「君がいた夏」 : 編曲
- NEWS「WORLD QUEST [R-midwest Remix]」 : リミックス
- m-flo「FUTURE IS WOW」インタールード：編曲
- 芦田愛菜・鈴木福「マル・マル・モリ・モリ! (ワクワク・パレードバージョン)」：編曲

2015年
- NEWS「バタフライ」「勿忘草」「BYAKUYA」「日はまた昇る」「ささぶね」「永遠」「ANTHEM」 : 編曲
- 加藤シゲアキ（NEWS）「ESCORT」 : 編曲
- 中森明菜「Re-birth」 : ストリングスアレンジ
- KOKIA「オギャーと産まれて」 : 編曲
- 茅原実里「凛の花」 : 編曲
- 水樹奈々「コイウタ。」：編曲

2016年
- NEWS「“The Entrance”」「Wonder」 : 編曲
- 加藤シゲアキ（NEWS）「星の王子さま」 : 編曲
- 広瀬香美「25thプレイリスト」「ALPEN MEDLEY90ʼs」 : 編曲
- CHIHIRO「Lovely Couple」 : 編曲

2017年
- NEWS「Theme of “QUARTETTO”」「NEVERLAND」「NEVERLAND EPISODE.0」 : 作編曲
- NEWS「恋を知らない君へ」「あやめ」 : 編曲
- CYNHN「FINALegend」 : 編曲
- Mrs. GREEN APPLE「StaRt」 : 共編曲

2018年
- NEWS「EPCOTIA」 : 作編曲
- 加藤シゲアキ（NEWS）「氷温」 : 編曲
- CHIHIRO「君に未練」「大丈夫」 : 編曲
- CYNHN「タキサイキア」 : 編曲

2019年
- つばきファクトリー「ふわり、恋時計」：編曲
- NEWS「WORLDISTA」「WORLDISTA Ver.10」：作編曲
- 加藤シゲアキ（NEWS）「世界」：編曲
- CHIHIRO「失恋のあと」 : 編曲

2020年
- NEWS「STORY」：作編曲
- 加藤シゲアキ（NEWS）「Narrative」：編曲
- μ's「なってしまった！」：編曲

### アニメ
2004年
- TVアニメ『絢爛舞踏祭 ザ・マーズ・デイブレイク』EDテーマ「アオイタビビト」（妻夫木崇次） : 編曲

2006年
- TVアニメ『ときめきメモリアル Only Love』EDテーマ「奇跡のかけら」 : 編曲

2007年
- TVアニメ『機神大戦ギガンティック・フォーミュラ』EDテーマ「TSUBASA」（瀬名） : 編曲
- TVアニメ『遙かなる時空の中で3』OPテーマ「運命の月は紅」 : 作曲
- TVアニメ『かみちゃまかりん 』EDテーマ「アネモネ」 : ストリングスアレンジ
- TVアニメ『ひだまりスケッチ 』ひだまりラジオOPテーマ「おんなのこパズル」 : 編曲

2010年
- TVアニメ『あそびにいくヨ!』EDテーマ「Happy Sunshine」（伊藤かな恵） : 編曲

2011年
- TVアニメ『C3 -シーキューブ-』EDテーマ「雪華」（喜多村英梨） : 編曲

2012年
- TVアニメ『カードファイト!! ヴァンガード アジアサーキット編』EDテーマ「Fighting Growing Diary」 : 編曲

2013年
- TVアニメ『〈物語〉シリーズ セカンドシーズン』EDテーマ「アイヲウタエ」（春奈るな） : ストリングスアレンジ

2014年
- TVアニメ『メカクシティアクターズ』挿入歌「アヤノの幸福理論」「空想フォレスト」「オツキミリサイタル」 : 編曲
- 劇場用アニメ『カードファイト!! ヴァンガード』EDテーマ「ハーモニア」（三森すずこ）：編曲

2015年
- TVアニメ『SHOW BY ROCK!!』挿入歌「Yes!アイドル宣言」 : 編曲

2016年
- TVアニメ『カードファイト!! ヴァンガードG ストライドゲート編』EDテーマ「Promise You!!」（ゆいかおり） : 編曲

### サウンドトラック
2011年
- TVアニメ『真剣で私に恋しなさい!!』 : 音楽

2012年
- TVアニメ『黒子のバスケ』 : 音楽（第1期のみ、R・O・Nと共同）
- TVアニメ『ハイスクールD×D』 : 音楽

2013年
- TVアニメ『D.C.III 〜ダ・カーポIII〜』 : 音楽
- TVアニメ『ハイスクールD×D NEW』 : 音楽
- TVアニメ『はたらく魔王さま！』 : 音楽
- TVアニメ『ワルキューレロマンツェ』 : 音楽

2014年
- TVアニメ『最近、妹のようすがちょっとおかしいんだが。』 : 音楽
- TVアニメ『桜Trick』 : 音楽[1]
- TVアニメ『健全ロボ ダイミダラー』 : 音楽
- TVアニメ『メカクシティアクターズ』 : 音楽
- TVアニメ『LOVE STAGE!!』：音楽
- TVアニメ『六畳間の侵略者!?』 : 音楽

2015年
- TVアニメ『ハイスクールD×D BorN』 : 音楽
- TVアニメ『かみさまみならい ヒミツのここたま』 : 音楽

2016年
- TVアニメ『ばくおん!!』 : 音楽

2017年
- 映画『かみさまみならい ヒミツのここたま 奇跡をおこせ♪テップルとドキドキここたま界』 : 音楽

2018年
- TVアニメ『ハイスクールD×D HERO』 : 音楽
- 映画『PEACE MAKER 鐵 前篇～想道～』 : 音楽
- 映画『PEACE MAKER 鐵 後篇～友命～』 : 音楽

2019年
- TVアニメ『B-PROJECT〜絶頂*エモーション〜』：音楽

2021年
- TVアニメ『究極進化したフルダイブRPGが現実よりもクソゲーだったら』：音楽

2022年
- TVアニメ『CUE!』：音楽
- TVアニメ『はたらく魔王さま!!』：音楽[2]

### ゲーム
- PS Vita『悠久のティアブレイド -Lost Chronicle-』OP「青い空 それだけなのに・・・」ED「偽りの空の先にあるもの」：編曲
- ソーシャルゲーム『ガールフレンド（♪）』「未来Episode」「二人で綴る物語」：作編曲
- PSP『ヒイロノカケラ 新玉依姫伝承 -Piece of Future-』ED「Can you feel me」 : 編曲
- PC『エターナルファンタジー』ED「愛の詩」（瀬名） : 編曲
- PC『D.C.IIダ・カーポ2』キャラソン「青春☆グラフィティ」 : 作・編曲
- PC『D.C.IIダ・カーポ2』「If...〜I wish〜」：ストリングスアレンジ
- ゲーム『桃太郎電鉄』「怪傑ペペペマンの歌」（安田大サーカス） : 編曲（『歌合戦 〜桃太郎電鉄20周年記念アルバム〜』）
- ゲーム『桃太郎電鉄』「ペペペマン・ファミリー」（若槻千夏） : 編曲（『101曲桃鉄大行進〜桃太郎電鉄オリジナル・サウンドトラック〜』）

### 舞台
2018年
- Only You 〜ぼくらのROMEO＆JULIET〜 ： 音楽

### CM・イベント
- Jリーグヤマザキナビスコカップ 「J League Nabisco Anthem」 : 編曲
- イチロー2008年シーズン打席曲「天城越え」 : リミックス
- 2002 FIFAワールドカップKOREA/JAPAN「AIDA」「VINCI CHAMPIONE」：共リミックス
- CiRCUiT BEATS SUPER GT 20th ANNIVERSARY「HEAVENLY PLAY!」

## 雑誌・メディア
- DTM magazine 2014年3月号
- Sound&Recording Magazine 2012年1月号
- DTM magazine 2011年6月号
- DTM magazine 2010年11月号
- Sound&Recording Magazine 2008年11月号
- Keyboard Magazine 2001年4月号
- Sound&Recording Magazine 2001年4月号
- Steinbergインタビュー